# Фесих
Фесих (арапски: الفسيخ) је традиционално египатско јело од ферментисане, сушене и солене рибе, најчешће направљено од сиве циполије (Mugil cephalus). Представља важан елемент египатске гастрономске и културне баштине и једе се углавном током празника Шам ел-Несим, који означава долазак пролећа. Фесих је познат по веома интензивном мирису, јакој ароми и специфичном укусу који се развијају током процеса ферментације.

## Историја
Корени јела фесих се везују за Древни Египат, где су становници дуж Нила развили технике сушења и сољења рибе ради очувања. Временом се та пракса трансформисала у специфичан метод припреме ферментисане рибе који је преживео до данашњих дана.

## Припрема
Фесих се припрема на следећи начин:
- Риба се чисти, али се кожа и глава често остављају.
- Обилно се соли и ређа у затворене посуде.
- Оставља се да ферментише на собној температури 10-15 дана.
- Након тога се сервира или повремено кратко пржи.

Процес ферментације захтева велико искуство и пажљиву контролу хигијене и температуре.

## Сервирање
Током празника пролећа, фесих се традиционално служи уз:
- свеж црвени лук,
- лимун,
- арапски хлеб (балади),
- кувана јаја,
- зелена салата.

## Здравствени ризици
Неправилно припремљен фесих може бити опасан. Највећи ризик долази од бактерије Clostridium botulinum, која може изазвати ботулизам - ретко али потенцијално смртоносно обољење.
Министарство здравља Египта редовно издаје упозорења грађанима да купују фесих само од проверених и сертификованих произвођача, посебно уочи празника.

## Културни значај
Фесих има снажну симболичку вредност за многе Египћане. Његова конзумација током празника представља повезаност са прецима и обележава обнову, живот и пролеће.

## Слична јела
- Сурстреминг – шведска ферментисана харинга
- Нукнам – вијетнамски сос од ферментисане рибе
- Џутгал – корејско јело од слане рибе
- Хакарл – исландско јело од ферментисане ајкуле